# Uta van Beieren
Uta van Beieren (7de eeuw) was de dochter van Theodo I, hertog van de Bajuwaren en zus van Lantpert, zij komt uit de dynastie van de Agilolfingen. De geschiedkundige bronnen over Beieren in de 7de eeuw zijn zwak en weinig betrouwbaar. De informatie in dit artikel is dan ook grotendeels gebaseerd op indirecte conclusies.

## Biografie
Volgens de legende was zij zwanger van een onbekende minnaar en was zij bang voor de woede van haar vader en broer. Daarom bood bisschop Emmeram van Regensburg aan om de schuld op zich te nemen. Toen Uta gedwongen werd om de naam van haar minnaar te noemen, noemde ze inderdaad de naam van Emmeran. Daarop achtervolgde haar broer Lantpert, Emmeran en doodde hem.
Later zou ze getrouwd zijn met Gotfried van de Alemannen. Haar zoon Odilo werd later hertog van Beieren